# UniteUp! 眾星齊聚
《UniteUp! 眾星齊聚》是日本索尼音樂娛樂所推出的跨媒體、多次元偶像企劃。2021年12月開設YouTube頻道，陸續公開許多歌曲。2022年9月24日，在「Aniplex Online Fest 2022」活動中，宣佈了由CloverWorks所製作的電視動畫，於2023年1月首播，內容為四組男性團體，共有13名參演聲優。11月5日，宣佈電視動畫定於2023年1月7日在TOKYO MX等首播，並公開主視覺圖和宣傳片。

## 作品簡介
敘述三位高中男生從試唱歌手出發，與前輩們一同努力追夢，成為正式出道偶像的故事。

## 登場人物

### PROTOSTAR
成為偶像的翻唱歌手！蘊藏著無限可能性「剛誕生的新星們」。
清瀨明良／KIKUNOYU（聲：戶谷菊之介）
年齢：17歳 / 生日：7月2日 / 身長：172cm / 体重：57kg / 星座：巨蟹座 / 血型：O型 / 出身地：東京都
翻唱歌手「KIKUNOYU（キクノユ）」。喜歡唱歌的高中生。
2022年開始活動，不停成長的新人翻唱歌手。有著16歲很完美的溫柔嗓音。
以富有節奏感的旋律和憂鬱的「詞彙」結合獨一無二的純真歌聲「翻唱」成為話題。不僅在日本，在海外的歌迷也給予了熱烈的評價。
直江萬里／EVAN（聲：山口諒太郎）
年齢：18歳 / 生日：3月9日 / 身長：176cm / 体重：59kg / 星座：雙魚座 / 血型：O型 / 出身地：島根縣
翻唱歌手「EVAN（エバン）」。性格友善、活潑開朗。
以甜美的歌聲搭配哀傷的歌詞翻唱經典情歌名曲，活躍在YouTube上的翻唱歌手「EVAN」。
長相和國籍不為人知。他渾厚清爽的嗓音讓人耳目一新，為聽眾帶來多樣的面貌。溫柔且令人陶醉的歌聲成為TikTok和其他社交媒體上的熱門話題。
五十鈴川千紘／すず（聲：平井亞門）
年齢：16歳 / 生日：11月16日 / 身長：168cm / 体重：53kg / 星座：天蠍座 / 血型：A型 / 出身地：東京都
翻唱歌手「すず」。團體中最年少的。個性冷靜、堅定。
憑藉著直率而堅韌的翻唱曲迅速成為話題的「すず」。以賦予經典作品新生命的翻唱而聞名。
具有堅定意志的歌聲透過口耳相傳在YouTube、TikTok等社交網站上成為話題。
雖然外表神秘未知，但女性粉絲穩健地增長。すず結合力量和虛幻於一身的誠摯歌聲，給人帶來勇氣與希望。

### LEGIT
以各自磨練過的「真實」表演為目標！實力派偶像！
高尾大毅（聲：助川真藏）
年齢：17歳 / 生日：1月30日 / 身長：170cm / 体重：62kg / 星座：水瓶座 / 血型：O型 / 出身地：東京都
「LEGIT」的中心。講話刻薄。對舞蹈的渴望強烈。
在「LEGIT」出道之前隸屬於groovy經紀公司，擔任過「Anela」的伴舞，也單獨發表過歌曲。
還是學生。以酷帥的姿態和堅韌的歌聲爲特徵。擅長跳舞和RAP。將另類元素融入嘻哈形式的街頭音樂在社交網站上成爲話題，在TikTok上傳「試跳」的影片，受到10多歲的青少年的支持。
二条瑛士郎（聲：森蔭晨之介）
年齢：18歳 / 生日：12月5日 / 身長：179cm / 体重：66kg / 星座：射手座 / 血型：B型 / 出身地：東京都
就讀名門高中的理論派。未來的夢想是成為總理大臣。
與從小學就認識的大毅在同一所舞蹈學校，也擔任過「Anela」的伴舞。
活躍於各個流派的歌手。憑藉其獨特的歌詞，1st Digital Single「答え合わせ」的第一首曲目在YouTube上的播放數將近100萬。精通各種歷史和文化，不受流行影響的獨特感性得到了支持。
東鄉楓雅（聲：坂田隆一郎）
年齢：21歳 / 生日：8月29日 / 身長：181cm / 体重：69kg / 星座：處女座 / 血型：A型 / 出身地：神奈川縣
以性感與狂野爲賣點。作為模特兒活動的同時，以個人名義進行音樂活動及擔任「Anela」的伴舞，後與大毅、瑛士郎移籍至sMiLea經紀公司成為「LEGIT」的成員。
沉著和熱情的歌聲是其特點，同時擅長作詞及舞蹈。無流派的樂曲和具有特色的歌聲，以及能夠演唱多種樂曲的壓倒性的唱功，在日本及海外均獲得了反響。

### JAXX/JAXX
想自己演奏想傳達的音樂！以強烈的羈絆結成的樂團偶像！
春賀樂翔／はる賀（聲：masa）
年齢：16歳 / 生日：8月6日 / 身長：174cm / 体重：55kg / 星座：獅子座 / 血型：AB型 / 出身地：愛媛縣
團隊最年少的魅力主唱。個性開朗且積極。
在「JAXX/JAXX」組成前，以「はる賀」的名義在社交網站上傳自己的樂曲。
愛媛縣出身的男學生。擁有直率且感性歌聲的歌手兼詞曲創作者。受到電視上播放的海外藝人現場影像所感動而開始了音樂。
上傳的原創曲，在社交網站上收到眾多「絕對會大紅」、「這好像會流行」、「喜歡歌聲」等評價，在10多歲的青少年的話題間，成為備受矚目的新一代藝人。
桂譽（聲：下前祐貴）
年齢：21歳 / 生日：9月13日 / 身長：176cm / 体重：56kg / 星座：處女座 / 血型：A型 / 出身地：東京都
鍵盤手擔當。喜歡照顧人及態度溫和的大學生。在五人的合宿住宅中主要負責料理。
香椎一澄（聲：馬越琢己）
年齢：23歳 / 生日：5月5日 / 身長：185cm / 体重：72kg / 星座：金牛座 / 血型：O型 / 出身地：北海道
鼓手擔當。年紀最大、身材高大，性格溫厚，容易被其他成員牽著鼻子走。
在「JAXX/JAXX」組成前，和樂翔以外的其他三人活動於groovy經紀公司的偶像團體「Popping Zoo」。
若櫻潤（聲：坪倉康晴）
年齢：18歳 / 生日：12月31日 / 身長：168cm / 体重：51kg / 星座：摩羯座 / 血型：B型 / 出身地：千葉縣
貝斯擔當。喜歡遊戲、動畫、音樂的節能主義男子。
除了工作以外幾乎不出門。非常疼愛寵物刺蝟哈利。從「Popping Zoo」的時期開始就表現出對音樂的個人想法。
森之宮奏太（聲：高本學）
年齢：18歳 / 生日：10月18日 / 身長：172cm / 体重：55kg / 星座：天秤座 / 血型：B型 / 出身地：大阪府
吉他擔當。關西方言。性格開朗、愛玩的高中生。
經常對樂翔開玩笑、對一澄惡作劇。和潤同年級，從之前的經紀公司時期開始經常在一起。

### Anela
大月凜（聲：齊藤壯馬）
年齢：26歳 / 生日：3月30日 / 身長：未公開 / 体重：未公開 / 星座：牡羊座 / 血型：A型 / 出身地：山梨縣
作為groovy經紀公司人氣極高的偶像「Anela」，因爲腳受傷而引退。成立sMiLea經紀公司，致力於培養新進的偶像。
童星出身，擁有高度專業意識，努力的人。雖然也有嚴厲的一面，但為人友善，很關心經紀公司的偶像們。
辻堂真音（聲：中島良樹）
年齢：28歳 / 生日：4月15日 / 身長：未公開 / 体重：未公開 / 星座：牡羊座 / 血型：AB型 / 出身地：東京都
作為人氣偶像「Anela」活動，和凜一同引退。
sMiLea經紀公司的代表。負責製作經紀公司的偶像們的樂曲，同時也是著名的作曲家。
沉默寡言，有時候展露出一點遠離俗世的地方。對凜和音樂會表現出執念。

## 動畫

### 主題曲
片頭曲「Unite up!」
作詞：金丸佳史、伊藤緑，作曲：南田健吾，編曲：玉井健二、南田健吾
片尾曲
第1季

作詞、作曲、編曲：Chinozo
KIKUNOYU的第1集片尾曲。

作詞、作曲、編曲：園田健太郎
PROTOSTAR的第2集片尾曲。

作詞、編曲：KENTZ，作曲：KENTZ、Phoenix Storm
LEGIT的第4集片尾曲。

作詞：YU-G、nobara kaede，作曲、編曲：h-wonder
Anela的第5集片尾曲。

作詞、作曲、編曲：幕須介人
PROTOSTAR的第7集片尾曲。

作詞、作曲：熊谷和海，編曲：熊谷和海、岸田勇氣
JAXX/JAXX的第8集片尾曲。
「call」
作詞：早川知輝。作曲・編曲：MONJOE。
高尾大毅演唱第10集片尾曲。

作詞、作曲：金丸佳史。編曲：玉井健、大西省吾
清瀨明良×高尾大毅×春賀樂翔演唱る第11集片尾曲。

### 插曲
第1季
「TARGET」
作詞：YU-G，作曲、編曲：h-wonder
第1集插曲由Anela演唱。
（第2話）
作詞、作曲、編曲：園田健太郎
FLOW為第1集和第3集插曲。第8.5集使用了FLOW的KEIGO＆KOHSHI。
「FIRE」
作詞、編曲：KENTZ，作曲：KENTZ、Phoenix Storm
LEGIT為第1集、第5集和8.5集插曲。
「Partition」
作詞、作曲：山本加津彦，編曲：URU
EVAN的第2集插曲。

作詞、作曲：山本加津彦、編曲：URU
すず的第2集插曲。

作詞：KENTZ、Hiro Watanabe，作曲：KENTZ、Phoenix Storm，編曲：KENTZ
LEGIT為第3集和第8.5集插曲。

作詞：YU-G，作曲：YU-G、SHIBU，編曲：SHIBU
PROTOSTAR為第6集、第7集和8.5集插曲。

作詞・作曲：熊谷和海，編曲：熊谷和海、岸田勇氣
JAXX/JAXX為第9集和第10集插曲。

Anela為第11話和第12話插曲。作詞：YU-G、作曲・編曲：Vell。

LEGIT為第12話插曲。作詞・作曲・編曲：MONJOE。

JAXX/JAXX為第12話插曲。作詞・作曲：春賀楽翔，編曲：江口亮。

PROTOSTAR為第12話插曲。作詞：、作曲・編曲：三好啓太。

### 各話列表
| 話數                  | 日文標題 | 中文標題           | 劇本                  | 分鏡                                                                  | 演出                                                                      | 作畫監督 | 總作畫監督           | 首播日期       |
| 第一季                | 第一季   | 第一季             | 第一季                | 第一季                                                                | 第一季                                                                    | 第一季 | 第一季               | 第一季         |
| --------------------- | -------- | ------------------ | --------------------- | --------------------------------------------------------------------- | ------------------------------------------------------------------------- | --- | -------------------- | -------------- |
| 1                     |          | 一定要成為偶像     | 山崎莉乃              | 牛嶋新一郎                                                            | 牛嶋新一郎                                                                | 山名秀和、加藤明日美 長谷川友香、喜友名陽 |                      | 2023年 1月7日  |
| 2                     |          | 一定要試著唱唱看   | 山崎莉乃              | 都築遥                                                                | 都築遥                                                                    | 水谷汐里、都築遥、 木村都彦、村井夏織、金到暎、前原薫 渡辺一平太、遠藤里蘭、藤彩七、濱友里恵                                                                            | 濱友里恵、、小松麻美 | 1月14日        |
| 3                     |          | 一定要試著彼此衝突 | 加藤穗乃伽            | 伊福覺志                                                              | 伊福覺志                                                                  | 、駒本藍子、渡邊浩二 村井夏織、水谷汐里、戶澤東 | 、、小松麻美         | 1月21日        |
| 4                     |          | 一定要拍攝成功     | 山崎莉乃              | 高橋順                                                                | 高橋順                                                                    | 澤井真紀、井本由紀、山口智 清澤唯人、渡邊浩二、髙田晃 水谷汐里、、遠藤里蘭 川本和孝、藤彩七、渡邊一平太、tofu                                                           | 、PSD Delivery       | 2月11日        |
| 5                     |          | 一定要站起來       | 加藤穗乃伽            | 外川慶                                                                | 向山鶴美                                                                  | YUKI、SAI、STUDIO MASSKET |                      | 2月18日        |
| 6                     |          | 一定要傳達出去     | 山崎莉乃              | 山本陽介                                                              | 山本陽介                                                                  | 村井夏織、、米澤彩織 河合拓也、木村都彦、水谷汐里 澤井真紀、、戶澤東 田中裕介、、遠藤里蘭 川本和孝、齋花、藤彩七、渡邊一平太                                            | 、PSD Delivery       | 2月25日        |
| 7                     |          | 一定要好好面對     | 加藤穗乃伽            | 倉田綾子                                                              | 倉田綾子                                                                  | 、山口智、田中光輝 、田中裕介、河合拓也 、村井夏織、 吉永剛、倉田綾子、、齋花、、渡邊一平太                                                                             |                      | 3月4日         |
| 8                     |          | 一定要拿下太陽眼鏡 | 山崎莉乃              | 許平康                                                                | 長岡義孝                                                                  | 和泉百香、陽本百香、山本恭平 佐野勝、中島達也、二宮奈那子 中尾彩香、西道拓哉、東郷芳宏 十三、戶澤東、水谷汐里、田中裕介                                                 | 、PSD Delivery、     | 3月11日        |
| 8.5                   |          | 我不得不回頭看看   | 山崎莉乃、 加藤穗乃伽 | 牛嶋新一郎、都築遥 伊福覺志、高橋順 外川慶、山本陽介 倉田綾子、許平康 | 牛嶋新一郎、都築遥 伊福覺志、高橋順 向山鶴美、山本陽介 倉田綾子、長岡義孝 | （總集篇內容） | （總集篇內容）       | 3月18日        |
| 9                     |          | 一定要展翅飛翔     | 加藤穗乃伽            | 三浦貴博                                                              | 大橋一輝                                                                  | 水谷汐里、赤津佳織、柳瀬讓二 前原薰、吉岡勝、金到瑛、渡邊浩二 tobira、奥野倫史、 遠藤里蘭、懸田扇子、川本和孝 高橋茉奈、竹内寛、中川實、秦相子 藤彩七、森泉亞矢子、tofu | 、                   | 3月25日        |
| 10                    |          | 一定要做出選擇     | 山崎莉乃              | 高橋順                                                                | 高橋順                                                                    | 、山中正博、田中光輝 、Limeros、 | 、PSD Delivery       | 4月1日         |
| 11                    |          | 一定要相信         | 山崎莉乃              | 上田慎一郎                                                            | 上田慎一郎                                                                | 長谷川友香、加藤明日美、前澤弘美、黒岩裕美 | 山名秀和、           | 4月8日         |
| 12                    |          | 一定要連繋在一起   | 加藤穗乃伽            | 牛嶋新一郎、兒玉亮                                                    | 兒玉亮                                                                    | 木村都彦、村井夏織 米澤彩織、金到暎、 水谷汐里、赤津佳織、河合拓也 | 、、PSD Delivery     | 4月15日        |
| 第二季《-Uni:Birth-》 |          |                    |                       |                                                                       |                                                                           | |                      |                |
| 1                     |          | 一定要繼續當偶像   | 枦山大                | 牛嶋新一郎                                                            | 松井健人                                                                  | 直木祥子 | 黑岩裕美             | 2025年 1月12日 |
| 2                     |          | 一定要做出決定     | 鈴森由美              | 別所誠人                                                              | 板庇迪                                                                    | 長谷川友香、渡邊浩二、水谷汐里、大野勉 | 山名秀和             | 1月19日        |
| 3                     |          | 一定要證明         | 鈴森由美              | 伊藤智彦                                                              | 板庇迪、渡部弘子                                                          | 山名秀和、加藤明日美、渡部弘子 | 山名秀和             | 1月25日        |
| 4                     |          | 一定要回老家       | 平林佐和子            | 西澤晉                                                                | 佐佐木守                                                                  | 彭佩琦、前澤弘美 | 黑岩裕美             | 2月1日         |
| 5                     |          | 一定要看著         | 關根亞由實            | 所智一                                                                | 朝火凌                                                                    | 田角麻奈美、渡邊浩二 加藤明日美、前澤弘美、曾海鷹 | 山名秀和             | 2月8日         |
| 6                     |          | 一定要找到         | 關根亞由實            | 牛嶋新一郎、 西澤晉                                                   | 深瀨重                                                                    | 曾海鹰、柴田健兒、下田功一 晴牧、田角麻奈美、水谷汐里 渡邊浩二、富永詠一、彭佩琦 長谷川友香、郭書夢、汪雨冲 文健堃、郭蓉、付航                                          | 直木祥子             | 2月15日        |
| 7                     |          | 一定要挺身面對     | 鈴森由美              | 岩畑剛一                                                              | 佐藤貴史                                                                  | 高橋航平、澤田博範、黑岩裕美 直木祥子、渡部弘子、長谷川友香 | 不適用               | 2月22日        |
| 8                     |          | 一定要接受         | 平林佐和子            | 牛嶋新一郎、 西澤晉                                                   | 板庇迪                                                                    | 渡邊浩二、田角麻奈美 | 山名秀和             | 3月8日         |
| 9                     |          | 一定要挑戰         | 平林佐和子            | 伊藤智彦                                                              | 松井健人                                                                  | 彭佩琦、渡部弘子、長谷川友香 柴田健兒、Fincrossed studio Studio Bus、寧波麦冬映画 世唯动漫设计（天津）有限公司                                                          | 彭佩琦、直木祥子     | 3月15日        |
| 10                    |          | 一定要驚魂夜       | 關根亞由實            | 牛嶋新一郎、 西澤晉                                                   | 山中祥平                                                                  | 長谷川友香、曾海鹰、晴牧 黑岩裕美、加藤明日美、田角麻奈美、陳力浩 | 彭佩琦、直木祥子     | 3月29日        |
| 11                    |          | 一定要露出笑容     | 鈴森由美              | 岩畑剛一                                                              | 江島秦男                                                                  | Studio Bus | 山名秀和             | 4月6日         |
| 12                    |          | 一定要緊繫在一起   | 平林佐和子            | 岩畑剛一、 牛嶋新一郎                                                 | 劉喆、林映辰、 朝火凌、牛嶋新一郎                                         | 張丹妮、曾海鷹、吳昊、金承旭、岳明峰 | 彭佩琦、直木祥子     | 4月6日         |

## 外部連結
- 官方網站（日語）
- YouTube上的UniteUp! 眾星齊聚頻道